# جک مک‌گوران
جک مک‌گوران (انگلیسی: Jack MacGowran؛ ۱۳ اکتبر ۱۹۱۸ – ۳۱ ژانویهٔ ۱۹۷۳) یک هنرپیشه اهل ایرلند بود. وی بین سال‌های ۱۹۵۱ تا ۱۹۷۳ میلادی فعالیت می‌کرد.
از فیلم‌ها یا برنامه‌های تلویزیونی که وی در آن نقش داشته است می‌توان به چگونه جنگ را بردم، جن‌گیر، تام جونز، دکتر ژیواگو، مرد آرام، خون‌آشام‌کشان نترس، داربی اوگیل و مردم کوچولو، بن‌بست، سن قانونی و لرد جیم اشاره کرد.